# Metschnikowia hawaiiensis
Metschnikowia hawaiiensis är en svampart som beskrevs av Lachance, Starmer & Phaff 1990. Metschnikowia hawaiiensis ingår i släktet Metschnikowia och familjen Metschnikowiaceae.   Inga underarter finns listade i Catalogue of Life.